# Trois plus beaux paysages de nuit du Japon
| \| Mont Hakodate Mont Maya Mont Inasa \| Les trois plus beaux paysages de nuit du Japon |
| Mont Hakodate Mont Maya Mont Inasa                                                      |

Les trois plus beaux paysages de nuit du Japon (日本三大夜景, Nihon sandai yakei, littéralement « les trois vues nocturnes du Japon ») sont les trois vues les plus célèbres de nuit du Japon données par le Guide vert japonais. Les vues sont celle de la ville de Hakodate depuis le mont Hakodate à Hokkaido, la vue de Kobe et de la baie d'Osaka depuis le mont Maya dans la préfecture de Hyogo et enfin, celle de Nagasaki depuis le mont Inasa dans la préfecture de Nagasaki.
En avril 2003, une organisation à but non lucratif au Japon, appelée le Comité des trois nouvelles plus belles vues de nuit du Japon et des cent vues de nuit du Japon (新日本三大夜景・夜景100選事務局, Nihon sandai yakei Yakei・Hyaku-sen jimukyoku) a sélectionné les Trois nouveaux plus beaux paysages de nuit du Japon. Se basant sur la liste traditionnelle des Trois vues les plus célèbres du Japon, le comité a tenu un vote pour déterminer une liste des Trois Nouvelles vues de nuit du Japon.

## Sites
| Nom | Nom                                                     | Préfecture | Ville    | Remarques                                                                                       |
| --- | ------------------------------------------------------- | ---------- | -------- | ----------------------------------------------------------------------------------------------- |
|     | Vue nocturne surplombant depuis le mont Hakodate        | Hokkaido   | Hakodate | Paysage de nuit surplombant la ville d'Hakodate depuis le mont Hakodate.                        |
|     | Vue nocturne surplombant depuis Kikuseidai du mont Maya | Hyogo      | Kobe     | Paysage de nuit surplombant la ville de Kobe et la baie d'Osaka depuis Kikuseidai du mont Maya. |
|     | Vue nocturne surplombant depuis le mont Inasa           | Nagasaki   | Nagasaki | Paysage de nuit surplombant la ville de Nagasaki depuis le mont Inasa.                          |